# Wybaczam ci
Wybaczam ci − trzeci singel polskiej piosenkarki Agnieszki Chylińskiej z 2010 roku promujący jej album Modern Rocking. Do piosenki został zrealizowany teledysk w reżyserii Jacka Kościuszki.

## Notowania
| Lista                                        | Pozycja |
| -------------------------------------------- | ------- |
| Polish Airplay Chart - Top Video             | 2       |
| Polish Airplay Chart - Top Airplay - Nowości | 1       |